# Kattögeltjärnen
Kattögeltjärnen este o arie protejată (arie specială de conservare — SAC, sit de importanță comunitară — SCI) din Suedia întinsă pe o suprafață de 796,1 ha, integral pe uscat.

## Localizare
Centrul sitului Kattögeltjärnen este situat la coordonatele 63°58′45″N 15°44′02″E / 63.9792°N 15.7338°E.

## Înființare
Situl Kattögeltjärnen a fost declarat sit de importanță comunitară în iulie 2000 pentru a proteja 3 specii de plante și 1 specie de animale. Situl a fost protejat și ca arie specială de conservare în martie 2011.

## Biodiversitate
Situată în ecoregiunea boreală, aria protejată conține 7 habitate naturale: Taiga vestică, Păduri fino-scandinave bogate în ierburi cu Picea abies, Mlaștini împădurite, Lacuri și iazuri distrofice naturale, Izvoare fino-scandinave și mlaștini produse de izvoare bogate în minerale, Mlaștini alcaline, Mlaștini turboase de tranziție și turbării mișcătoare.
La baza desemnării sitului se află mai multe specii protejate:
- plante (3): Calamagrostis chalybaea, papucul doamnei (Cypripedium calceolus), Ranunculus lapponicus
- nevertebrate (1): Vertigo genesii